# نقص هولوکربوکسیلاز سنتتاز
نقص هولوکربوکسیلاز سنتتاز (به انگلیسی: Holocarboxilase synthetase deficiency) در واقع نوعی ناهنجاری مادرزادی متابولیک است که به دنبال آن بدن نمی‌تواند از ویتامین بیوتین به شکل مؤثر استفاده کند.

## علائم بالینی
- زمان تولد: طبیعی هستند، اما حملات استفراغ از بدو تولد شروع می‌شود.
- دوره نوزادی، شیرخوارگی یا کودکی: معمولاً بیماران با بیماری شدید مشابه پروپیونیک اسیدمی یا سایر ارگانیک اسیدوری‌ها در روزها یا ماه‌های اول زندگی و اغلب موارد در ۶ هفته اول زندگی بروز می‌کنند. معمولاً بیمار دچار کتوز شدید با اسیدوز متابولیک با شکاف آنیونی مثبت، افزایش تعداد تنفس، احتمالاً افزایش آمونیاک خون، از دست رفتن آب و الکترولیت‌ها و اغماء شدید می‌شود که در صورت عدم درمان به مرگ او منجر می‌گردد. بدون درمان پس از ۶ ماهگی در شیرخوار، بثورات پوسته دار یا بدون پوسته قرمز رنگ در تمامی بدن و به صورت ترشح دار در چین‌های پوستی، عفونت کاندیدا در ضایعات پوستیٍ، عدم وجود ابرو، مژه، موی سر و موهای لانوگو، اختلال رشد، کاهش یا افزایش تونوس عضلانی، تحریک پذیری، آتتوز و اپیستوتونوس بدون سایر مشکلات عصبی مشاهده می‌شود.

## نقص آنزیمی
نقص در آنزیم هولوکربوکسیلاز سنتتاز.

## توارث ژنتیکی

Holocarboxylase synthetase deficiency has an autosomal recessive pattern of inheritance.

اتوزوم مغلوب.

## میزان بروز
نادر.

## روش تشخیص
- اسیدهای آلی ادرار: افزایش اسید ۳هیدروکسی ایزووالریک و اسید ۳متیل کروتونیل گلیسین که میزان اولی همیشه بیشتر از دومی است، اما گاهی برعکس می‌شود. افزایش پروپیونیل کوآ، ۳ متیل کروتونیل کوآ و پیرووات هم رخ می‌دهد.
- خون: لاکتات بالا، آمونیاک بالا.
- اسیدهای آمینه پلاسما: افزایش آلانین.
- در طی حمله حاد بیماری: اسید ۳ هیدروکسی پروپیونیک و متیل سیترات در ادرار یافت می‌شود.
- بررسی آنزیم.

## تشخیص افتراقی
- نقص منفرد آنزیم کربوکسیلاز.
- کمبود ثانویه بیوتین در درمان با والپروات یا در اثر استریل شدن روده یا مصرف زیاد سفیده تخم مرغ خام.

## درمان
شامل مصرف روزانه ۱۰ تا ۲۰ میلی‌گرم بیوتین (حداکثر تا ۱۰۰–۶۰ میلی‌گرم) بدون محدودیت پروتئین می‌باشد. در بیمارانی که کمتر پاسخ می‌دهند، محدودیت متوسط پروتئین تجمع متابولیت‌ها را کاهش می‌دهد. جنین‌های مبتلا با تجویز روزانه ۱۰ میلی‌گرم بیوتین به مادر حامله درمان می‌شوند.

## آزمون تشخیص قبل از تولد
بررسی آنزیم در آمنیوسیتهای کشت شده و در نمونه پرزهای کوریونی، اندازه‌گیری اسید متیل سیتریک و اسید ۳ هیدروکسیایزووالریک در مایع آمنیوتیک.
- نکته: در بیماران مبتلا به اسیدوز لاکتیک، بررسی اسیدهای آلی ادرار بایستی مد نظر باشد. اگر این آزمایش‌ها به‌طور اورژانس در دسترس نیست، بایستی نمونه ادرار بیمار نگهداری شده و درمان با بیوتین شروع شود.